# 김동성 (1890년)
김동성(金東成, 1890년 4월 25일 개성 ~ 1969년 8월 18일)은 대한민국의 정치인·언론인·만화가이다. 제2대 국회의원이었다. 아호는 천리구(千里駒)이고, 필명도 천리구이다. 한국 만화의 초창기에 선구자적 역할을 한 사람이다. 개성 한영 서원을 설립하는데 참여하였으며, 1915년 미국 유학을 후 귀국하여 1920년 동아일보사에 입사했다. 1948년 이래 초대 공보처장을 지내고 정계에 투신 이승만 정권에서 2대 민의원, 민의원 부의장을 지냈고, 박정희 정권 때에는 민주공화당 중앙상임위원 등을 지냈다.
인촌 김성수, 송진우 등과 함께 《동아일보》 창간에 참여하였으며, 동아일보·조선일보·중앙일보사 등의 언론에서 기자와 작가, 칼럼니스트, 만화가로 활동했다. 비밀리에 태평양 군축 회의를 참관하였으며 상해 임시정부나 이승만 등의 동정을 국내에 소개하기도 했다. 해방 후에는 합동통신사 사장, 공보처장 등을 역임했다.

## 생애

### 생애 초기
1890년 경기도 개성에서 부자집안에서 태어났으며 3대독자였다. 구한 말 관립영어학교를 졸업했다. 어려서 신문사설에서 장지연의 시일야방성대곡을 읽고 감동받아 기자, 언론인이 되기를 결심하였다.
윤치호 등이 개성 한영 서원을 설립하는데 참여하였으며, 1915년 미국 유학을 갔다.
미국 오하이오주립대학 신문학과를 졸업하였다. 미국 유학 중에 절정기에 달한 미국 만화에 영향을 받아 만화에 관심을 가지게 되었다.

### 일제강점기 활동
귀국 후 1920년 언론인이 되었다. 이후 인촌 김성수, 송진우 등과 함께 《동아일보》 창간에 참여하였으며, 동아일보·조선일보·중앙일보사 등 언론사에서 기획자로 근무하였으며, 만화와 삽화를 그려넣는 일을 하기도 했다. 고향이 같고 아홉 살 아래이며 동양화를 전공한 심산 노수현에게 만화를 가르치기도 했다.
1920년 4월 《동아일보》에 ‘그림이야기’라는 이름으로 4칸 만화를 한국 최초로 발표하였다. 1923년 2월에는 〈만화 그리는 법〉를 《동명》에 발표하였는데, 만화 창작 이론의 효시이며, 또한 ‘만화’라는 용어의 시작이다.
《조선일보》에 1924년 10월 13일부터 3면에 노수현이 연재한 〈멍텅구리 헛물켜기〉를 기획한다. 그 후 하와이 만국 기자대회에 참석하였고, 동아일보 재미워싱턴 특파원 등을 지냈다. 1923년에 이승만, 정한경 등이 조선인 대표로 태평양 군축 회의에 참석하였는데, 그는 비밀리에 태평양 군축 회의를 참관하고 돌아왔다. 그는 비밀리에 중국 상하이 임시정부 및 이승만 등을 취재, 인터뷰하여 공개와 비공개로 국내에 임정의 입장을 소개하였다.
1930년 4월 잡지 《학생》에 5회에 걸쳐 〈만화 입문〉이라는 만화 강좌를 연재한다.

### 광복 이후
조선일보 편집국장 등을 지냈고. 해방 후 합동통신사를 설립하고 사장이 되었다. 그밖에 유엔 총회 한국대표, 국회 부의장을 역임하였다. 1924년 9월에는 조선일보의 이사로 취임하였었다.
1945년 9월부터는 경기도 미군정의 민정관의 한 사람이 되었다.
1948년 3월 미 군정청 군정장관 딘 소장으로부터 5·10 총선거를 관리하기 위한 중앙선거위원회 위원에 임명되었다. 정부수립 이후 1948년 8월부터 1949년까지 초대 공보처장을 역임하였다. 공보처장이던 1948년 초가을, 이승만 대통령 내외가 일본을 처음으로 방문했을 때, 정한경, 김양천 비서, 이정순 공보국장과 함께 수행하였다. 1950년 4월 제2대 국회의원 총선거에 경기도 개성시지역구에 무소속으로 입후보하여 당선, 1950년 5월부터 1954년 5월까지 제2대 국회의원을 역임하였다.

1948년 12월12일, 파리 샤오궁에서 열린 제3차 유엔 임시총회에서 대한민국의 독립 승인을 초초하게 기다리고 있는 대표단들. 왼쪽부터 조병옥 박사, 시인 모윤숙 여사, 김동성 장관, 장면 박사.

1950년, 프랑스 파리에서 열린 제5차 국제 연합 총회에 한국 대표단으로서, 임병직(단장), 장면, 장택상, 임영신과 함께 참석하였다. 1953년 6월, 영국의 엘리자베스 2세 대관식에 수행원으로 참석하였다. 이때 신익희 등 일부가 뉴델리에 일시체류하여 문제가 되기도 했지만 그는 체류하지 않고 영국으로 도착하였다. 1952년 5월부터 6월 국회 민의원 부의장을 역임하였으며, 그 해에 친이승만계 정당인 자유당 창당에 참여하였다.
1960년 국회 사무총장이 되었으나 1961년의 5.16 군사 정변으로 사퇴했다.
박정희 정권 때에는 민주공화당 중앙상임위원 등을 역임했다. 만년에 그는 서재필 유해의 대한민국 봉환 운동을 추진하였으나 여건과 유족의 반대 등으로 실패하였다. 1969년 서울특별시 종로구 명륜동 자택에서 노환으로 사망했다.

### 사후
경기도 고양군 벽제면 관산리(현 고양시 덕양구 관산동) 선영에 안장되었다.

## 저서
- 신문학
- 중남미 기행
- 한영 사전

## 가족 관계
- 아들 : 김풍렬(金豊烈, ? ~ ?)
- 딸 : 김옥렬(金玉烈, 1930년 1월 2일 ~ 2021년 5월 5일) 제10대 국회의원

## 역대 선거 결과
| 실시년도 | 선거    | 대수 | 직책     | 선거구      | 정당   | 득표수   | 득표율           | 순위 | 당락 | 비고 |
| -------- | ------- | ---- | -------- | ----------- | ------ | -------- | ---------------- | ---- | ---- | ---- |
| 1950년   | 총선    | 2대  | 국회의원 | 경기 개성시 | 무소속 | 14,638표 | \| \| 100.00% \| | 1위  |      | 초선 |
|          | 100.00% |      |          |             |        |          |                  |      |      |      |

## 같이 보기
- 한국 만화
- 멍텅구리 헛물켜기
- 동아일보
- 조선일보
- 민주공화당
- 김성수
- 여운홍
- 김규식
- 조병옥

## 참고 자료
- 《대한민국 의정총람》, 국회의원총람발간위원회, 1994년
- 김동성 - 대한민국헌정회

| 전임 (초대) | 초대 공보처장 1948년 8월 4일 ~ 1949년 6월 3일 | 후임 이철원 |

| 전임 최정우 | 제7대 국회사무총장 1960년 10월 18일 ~ 1961년 6월 10일 | 후임 배영호 |